# Peromyscus mekisturus
Peromyscus mekisturus är en däggdjursart som beskrevs av Clinton Hart Merriam 1898. Peromyscus mekisturus ingår i släktet hjortråttor och familjen hamsterartade gnagare. IUCN kategoriserar arten globalt som akut hotad. Inga underarter finns listade i Catalogue of Life.
Denna gnagare är bara känd från södra delen av delstaten Puebla i Mexiko. En individ hittades vid 1700 meter över havet. Arten lever i torra buskskogar.